# Кубок Шпенглера 2012
Кубок Шпенглера 2012 — 86-й традиційний турнір Кубок Шпенглера, що проходив у швейцарському місті Давос в період з 26 по 31 грудня 2012 року.
Традиційно окрім господарів хокейного клубу «Давос» та збірної команди Канади участь в ньому взяли: чеський клуб ХК «Вітковіце», швейцарський клуб «Фрібур-Готтерон», російський «Салават Юлаєв» та німецький Мангейм.
За регламентом змагань переможці груп виходять безпосередньо до півфіналу, а команди які зайняли 2-3 місця починають боротьбу з 1/4 фіналу.

## Попередній раунд

### Група «Торріані»
| 26 грудня 2012 15:00 | «Салават Юлаєв» | 1 : 5 (1:0, 0:2, 0:3) | «Фрібур-Готтерон» | Вайлент Арена, Давос Глядачів: 6,504 |

| Протокол               | Протокол    | Протокол | Протокол | Протокол                    |
| ---------------------- | ----------- | --- | -------- | --------------------------- |
|                        | Ійро Тарккі | Голкіпери | Бонц     | Арбітри: Піхачек Скайлайтер |
| Мірнов (Кольцов) 15:05 |             | Бенджамін Плюсс (Биков, Жюльен Шпрунгер) 25:20 Грег Маулдін 26:45 Биков 49:30 Жюльен Шпрунгер 53:11 (біл.) Майк Кнопфлі 56:22 (біл.) |          | Арбітри: Піхачек Скайлайтер |
| 16 хв.                 | Вилучення   | 12 хв. |          | Арбітри: Піхачек Скайлайтер |
|                        |             | |          | Арбітри: Піхачек Скайлайтер |

| 27 грудня 2012 15:00 | ХК «Вітковіце» | 4 : 5 (ОТ) (2:1, 2:2, 0:1, 0:1) | «Салават Юлаєв» | Вайлент Арена, Давос Глядачів: 6,504 |

| Протокол                                                        | Протокол  | Протокол | Протокол    | Протокол                |
| --------------------------------------------------------------- | --------- | --- | ----------- | ----------------------- |
|                                                                 | Р. Малек  | Голкіпери | Ійро Тарккі | Арбітри: Піхачек Рейбер |
| Р. Хуна 6:17 Р. Хуна 10:00 Ондржей Роман 21:12 В. Свачина 26:43 |           | Зинов'єв (Хлистов, Філатов) 14:40 Мірнов (Мусатов) 23:56 Зинов'єв (Хлистов) 34:09 Філатов (Хлистов) 40:36 Кольцов (Пільстрем, Кайгородов) 60:12 |             | Арбітри: Піхачек Рейбер |
| 12 хв.                                                          | Вилучення | 6 хв. |             | Арбітри: Піхачек Рейбер |
|                                                                 |           | |             | Арбітри: Піхачек Рейбер |

| 28 грудня 2012 15:00 | «Фрібур-Готтерон» | 1 : 2 (0:1, 0:1, 1:0) | ХК «Вітковіце» | Вайлент Арена, Давос Глядачів: 6,504 |

| Протокол              | Протокол  | Протокол                    | Протокол        | Протокол                  |
| --------------------- | --------- | --------------------------- | --------------- | ------------------------- |
|                       | Шнайдер   | Голкіпери                   | Філіп Шинделарж | Арбітри: Рочет Скайлайтер |
| Жюльен Шпрунгер 44:39 |           | Р. Стурк 8:50 Р. Хуна 21:45 |                 | Арбітри: Рочет Скайлайтер |
| 8 хв.                 | Вилучення | 12 хв.                      |                 | Арбітри: Рочет Скайлайтер |
|                       |           |                             |                 | Арбітри: Рочет Скайлайтер |

| Команда           | 1       | 2   | 3       | В | ВО | ПО | П | ШЗ | ШП | Очк |
| ----------------- | ------- | --- | ------- | - | -- | -- | - | -- | -- | --- |
| ХК «Вітковіце»    | ×       | 2:1 | 4:5(ОТ) | 1 | 0  | 1  | 0 | 6  | 6  | 4   |
| «Фрібур-Готтерон» | 1:2     | ×   | 5:1     | 1 | 0  | 0  | 1 | 6  | 3  | 3   |
| «Салават Юлаєв»   | 5:4(ОТ) | 1:5 | ×       | 0 | 1  | 0  | 1 | 6  | 9  | 2   |

### Група «Каттіні»
| 26 грудня 2012 20:15 | Канада | 1 : 2 (ОТ) (0:1, 0:0, 1:0, 0:1) | Мангейм | Вайлент Арена, Давос Глядачів: 6,504 |

| Протокол                           | Протокол        | Протокол                                                                 | Протокол      | Протокол              |
| ---------------------------------- | --------------- | ------------------------------------------------------------------------ | ------------- | --------------------- |
|                                    | Джонатан Берньє | Голкіпери                                                                | Денніс Ендрас | Арбітри: Єрабек Рочет |
| Т. Сегін (П. Бержерон, Річі) 49:30 |                 | А. Мітчелл (Вагнер, Макдональд) 15:54(біл.) Дж. Помінвіль (Вагнер) 63:00 |               | Арбітри: Єрабек Рочет |
| 10 хв.                             | Вилучення       | 12 хв.                                                                   |               | Арбітри: Єрабек Рочет |
|                                    |                 |                                                                          |               | Арбітри: Єрабек Рочет |

| 27 грудня 2012 20:15 | «Давос» | 0 : 5 (0:2, 0:2, 0:1) | Канада | Вайлент Арена, Давос Глядачів: 6,504 |

| Протокол | Протокол   | Протокол | Протокол | Протокол                   |
| -------- | ---------- | --- | -------- | -------------------------- |
|          | Рето Берра | Голкіпери | Дабник   | Арбітри: Єрабек Скайлайтер |
|          |            | Таварес (Гагнер, Спецца) 9:16(біл.) Сміт (Вільямс, Т. Сегін) 10:01 Річі (Роч, Холден) 25:02(мен.) Річі (Роч, Дачин) 32:23(біл.) Вільямс (Дачин, Роч) 54:01 |          | Арбітри: Єрабек Скайлайтер |
| 16 хв.   | Вилучення  | 10 хв. |          | Арбітри: Єрабек Скайлайтер |
|          |            | |          | Арбітри: Єрабек Скайлайтер |

| 28 грудня 2012 20:15 | Мангейм | 2 : 6 (1:0, 1:3, 0:3) | «Давос» | Вайлент Арена, Давос Глядачів: 6,504 |

| Протокол                                | Протокол  | Протокол | Протокол | Протокол               |
| --------------------------------------- | --------- | --- | -------- | ---------------------- |
|                                         | Ендрас    | Голкіпери | Дженоні  | Арбітри: Єрабек Райбер |
| Зайденберг 3:18 Кеттемер (Глумак) 23:11 |           | Корві (Торнтон) 24:15 Візер (Бек, Штайнман) 28:45 Візер 31:14 Ерікссон (Петр Сикора, Татічек) 40:54 Грегорі Гофманн (Петр Сикора, Форстер) 48:28 Алатало (Торнтон) 50:07 |          | Арбітри: Єрабек Райбер |
| 2 хв.                                   | Вилучення | 2 хв. |          | Арбітри: Єрабек Райбер |
|                                         |           | |          | Арбітри: Єрабек Райбер |

| Команда | 1       | 2   | 3       | В | ВО | ПО | П | ШЗ | ШП | Очк |
| ------- | ------- | --- | ------- | - | -- | -- | - | -- | -- | --- |
| Канада  | ×       | 5:0 | 1:2(ОТ) | 1 | 0  | 1  | 0 | 6  | 2  | 4   |
| «Давос» | 0:5     | ×   | 6:2     | 1 | 0  | 0  | 1 | 6  | 7  | 3   |
| Мангейм | 2:1(ОТ) | 2:6 | ×       | 0 | 1  | 0  | 1 | 4  | 7  | 2   |

## Фінальний раунд

### 1/4 фіналу
| 29 грудня 2012 15:00 | «Фрібур-Готтерон» | 5 : 2 (1:0, 2:1, 2:1) | Мангейм | Вайлент Арена, Давос Глядачів: 6,504 |

| Протокол | Протокол  | Протокол                                                                               | Протокол | Протокол              |
| --- | --------- | -------------------------------------------------------------------------------------- | -------- | --------------------- |
| | Бонц      | Голкіпери                                                                              | Брукманн | Арбітри: Райбер Рочет |
| Грег Маулдін 2:57 Бенджамін Плюсс (Биков, Жюльен Шпрунгер) 21:03 Максим Тальбо (Маулдін, Деарне) 34:50 Кристіан Дюбе (Деарне, Патрік Хорнквіст) 49:07(біл.) Шпрунгер (Биков) 56:54 |           | Франк Мауер (Янік Леухокс, М. Кінк) 29:18 Маттіас Плахта (Марк Ель-Саєд, Вагнер) 45:29 |          | Арбітри: Райбер Рочет |
| 4 хв. | Вилучення | 6 хв.                                                                                  |          | Арбітри: Райбер Рочет |
| |           |                                                                                        |          | Арбітри: Райбер Рочет |

| 29 грудня 2012 20:15 | «Давос» | 7 : 5 (5:1, 2:2, 0:2) | «Салават Юлаєв» | Вайлент Арена, Давос Глядачів: 6,504 |

| Протокол | Протокол  | Протокол | Протокол    | Протокол                |
| --- | --------- | --- | ----------- | ----------------------- |
| | Дженоні   | Голкіпери | Ійро Тарккі | Арбітри: Єрабек Піхачек |
| Йозеф Марга (Даріо Бюрглер) 2:02 Ерікссон 3:24 Торнтон (Даріо Бюрглер) 6:57 Алатало 15:09 Петр Сикора 16:29 Кейн (Татічек, Алатало) 26:58 Кейн (Ерікссон) 29:28 |           | Мусатов (Шуляков, Атюшов) 2:10 Антті Пільстрем (Паршин) 20:58 Паршин 26:08(біл.) Антті Пільстрем (Мірнов) 45:30(біл.) Мірнов (Кольцов) 53:28(біл.) |             | Арбітри: Єрабек Піхачек |
| 28 хв. | Вилучення | 25 хв. |             | Арбітри: Єрабек Піхачек |
| |           | |             | Арбітри: Єрабек Піхачек |

### 1/2 фіналу
| 30 грудня 2012 15:00 | Канада | 5 : 1 (1:0, 2:1, 2:0) | «Фрібур-Готтерон» | Вайлент Арена, Давос Глядачів: 6,504 |

| Протокол | Протокол  | Протокол    | Протокол | Протокол               |
| --- | --------- | ----------- | -------- | ---------------------- |
| | Дабник    | Голкіпери   | Шнайдер  | Арбітри: Піхачек Рочет |
| Спецца (Колайоково, Таварес) 16:32(біл.) Пуліо (Річі, Дюпонт) 22:47 Метт Дюшен 36:05(мен.) Колайоково (Метт Дюшен) 46:25 Метт Дюшен (Вільямс) 54:34 |           | Квятковські |          | Арбітри: Піхачек Рочет |
| 26 хв. | Вилучення | 10 хв.      |          | Арбітри: Піхачек Рочет |
| |           |             |          | Арбітри: Піхачек Рочет |

| 30 грудня 2012 20:15 | ХК «Вітковіце» | 4 : 5 (0:1, 2:2, 2:2) | «Давос» | Вайлент Арена, Давос Глядачів: 6,504 |

| Протокол | Протокол        | Протокол | Протокол | Протокол                   |
| --- | --------------- | --- | -------- | -------------------------- |
| | Філіп Шинделарж | Голкіпери | Берра    | Арбітри: Райбер Скайлайтер |
| Лукаш Клімек (Їржі Бюргер) 27:31 Куделка (Карол Слобода) 31:09 Роман Стурк (Натан Вокер, Радім Грушка) 42:42 Владімір Свачина 54:37 |                 | Кейн 11:48 Грегорі Гофманн (Петр Сикора, Рето вон Аркс) 31:45 Даріо Бюрглер (Йозеф Марга) 36:02 Торнтон (Татічек) 46:28 Кейн (Матіас Джоджі) 59:38 |          | Арбітри: Райбер Скайлайтер |
| 4 хв. | Вилучення       | 4 хв. |          | Арбітри: Райбер Скайлайтер |
| |                 | |          | Арбітри: Райбер Скайлайтер |

### Фінал
| 31 грудня 2012 12:00 | Канада | 7 : 2 (3:1, 2:0, 2:1) | «Давос» | Вайлент Арена, Давос Глядачів: 6,504 |

| Протокол | Протокол  | Протокол                                                           | Протокол              | Протокол                |
| --- | --------- | ------------------------------------------------------------------ | --------------------- | ----------------------- |
| | Дабник    | Голкіпери                                                          | Дженоні з 30:24 Берра | Арбітри: Єрабек Піхачек |
| П. Бержерон (Ганьє) 0:46 Д. Вальзер (Д. Демерс, П. Бержерон) 3:12 (біл.) Сміт (П. Бержерон) 9:07 (біл.) Сміт (П. Бержерон, Дюпонт) 21:34 Таварес (Д. Вальзер, Ганьє) 30:24 (біл.) Спецца 40:24 Таварес (Спецца) 49:36 (мен.) |           | Даріо Бюрглер (Торнтон, Шнебергер) 17:19 Рафаель Діаз (Кейн) 57:39 |                       | Арбітри: Єрабек Піхачек |
| 12 хв. | Вилучення | 14 хв.                                                             |                       | Арбітри: Єрабек Піхачек |
| |           |                                                                    |                       | Арбітри: Єрабек Піхачек |

## Найкращий бомбардир за системою гол+пас
Патрік Кейн («Давос») 5 (4+1)

## Команда усіх зірок
- Воротар: Денніс Ендрас («Мангейм»)
- Захисники: Денніс Зайденберг («Мангейм») — Сантері Алатало («Давос»)
- Нападники: Жюльен Шпрунгер («Фрібур-Готтерон») — Метт Дюшен (Канада) — Патрік Кейн («Давос»)